# Аклинс
Аклинс е остров и окръг в Бахамските острови.
Аклинс е част от група острови, разположени по протежение на голяма, плитка лагуна, наречена Аклинсов залив, от които най-големите са остров Крук (200 km2) на север и Аклинс (310 km2) в югоизток, а по-малките са Лонг Кей (21 km2) на северозапад и Касъл на юг.

## История
Островите са заселени от американски лоялисти в края на 1780 г., които създават памукови плантации, поддържани от над 1000 роби. След премахването на робството в Британската империя плантациите стават неикономични и заместващите приходи от гмуркане за водни гъби намаляват, както и останалата част от производството на естествени гъби след появата на синтетиката. В наши дни жителите се прехранват от риболов и дребно земеделие.
Остров Аклинс има относително малко исторически забележителности, но има някои интересни обекти. Сред тях са останки от живота на коренното население (Lucayan), вкл. селища и други археологически обекти. Древно място, смятано за едно от най-големите лукайски селища на Бахамските острови, се намира по протежение на плажа Помпей Бей, точно на юг от Спринг Пойнт.
Плана Кейс, също североизточно от Спринг Пойнт, е защитен резерват за застрашени големи игуани и много рядката бахамска хутия (гризач, подобен на морско свинче), единственият местен бозайник на Бахамите.
Населението на Аклинс е 565 души съгласно преброяването през 2010 г., с най-голямо население в Лавли Бей в северозападния край на острова и в Салина Пойнт в най-южната част.

## Транспорт
Островът се обслужва от летище „Спринг Пойнт“.